# 洪基 (烏克蘭)
49°14′51″N 33°33′57″E / 49.24750°N 33.56583°E
洪基（羅馬化：Hunky）是烏克蘭的村落，位於該國中部波爾塔瓦州，由克雷門丘克區負責管轄，處於普肖爾河右岸，分別距離代米迪夫卡1.5公里、奧梅利尼克2公里和拉馬涅3公里，海拔高度86米，2001年人口85。